# Spitak
Spitak (armeană Սպիտակ) este un oraș din provincia Lori, Armenia.